# Wutach
Pour les articles homonymes, voir Wutach (commune).
La Wutach est une rivière d'Allemagne et de Suisse, affluent du Rhin sur sa rive droite. 

## Géographie
Elle rejoint le Rhin dans le sud du pays, à Waldshut-Tiengen, le long de la frontière suisse.
Sur le tiers de son parcours, le chemin de fer de la vallée de la Wutach suit la Wutach.